# اندیس کوه گره
کوه گره یک اندیس فلزی است که در حوالی شهر ورچه استان لرستان قرار دارد و مادهٔ معدنی موجود در آن، سرب و روی است.  